# Ben Folds Five
Ben Folds Five est un groupe américain de rock, originaire de Chapel Hill, en Caroline du Nord. Il est axé autour de trois instruments, le piano, la basse et la batterie. 

## Historique

### Première phase (1993-2000)
C'est en 1993, à Chapel Hill, en Caroline du Nord, que le trio Ben Folds, Robert Sledge, Darren Jessee décide de créer Ben Folds Five. La formation piano-basse-batterie vivra six ans, avant d'être dissoute en 2000, après une représentation au Late Show with David Letterman, le 19 juillet 2000. 
Leur première réussite arrive rapidement, avec le titre Underground extrait de leur premier album qui porte sobrement leur nom. Cependant, il faudra attendre leur deuxième album, Whatever and Ever Amen, en 1997, pour les voir remporter leur plus grand succès avec la ballade Brick.  
Après la dissolution du groupe, Ben Folds commence une carrière solo qui réussira. Robert Sledge, quant à lui, devient chanteur et bassiste dans le groupe International Orange (dissous en 2005), et Darren Jessee fait partie du groupe Hotel Lights.

### Deuxième phase (2008-2013)
Ben Folds Five joue en septembre 2008 au UNC Memorial Hall de Chapel Hill.
En 2011, Ben Folds Five se réunit pour enregistrer trois morceaux de la compilation The Best Imitation of Myself: A Retrospective. Au festival Mountain Jam de 2012, Ben Folds Five est annoncé comme l'une des têtes d'affiche. C'est au Mountain Jam que Ben Folds Five se réunit pour la première en plusieurs années. Le 7 mai 2012, Ben Folds Five lance une campagne publicitaire interactive pour la sortie de son nouvel album sur PledgeMusic.
Le 4 juin 2013, le trio sort son premier album live, Live. À l'été 2013, Ben Folds Five tourne avec Barenaked Ladies et Guster.

## Membres
- Ben Folds - chant, piano, composition
- Robert Sledge - basse
- Darren Jessee - batterie, coécriture

## Discographie
- 1995 : Ben Folds Five
- 1997 : Whatever and Ever Amen
- 1998 : Naked Baby Photos  (compilation)
- 1999 : The Unauthorized Biography of Reinhold Messner
- 2012 : The Sound of the Life of the Mind

## Vidéographie
- 1999 : Live at Sessions at West 54th